# (36504) 2000 QE61
2000 QE61 (asteroide 36504) é um asteroide da cintura principal. Possui uma excentricidade de 0.24116300 e uma inclinação de 11.69868º.
Este asteroide foi descoberto no dia 26 de agosto de 2000 por LINEAR em Socorro.